# Onchidoris inconspicua
Onchidoris inconspicua är en snäckart som först beskrevs av Joshua Alder och Hancock 1851.  Onchidoris inconspicua ingår i släktet Onchidoris och familjen Onchidorididae. Arten är reproducerande i Sverige. Inga underarter finns listade i Catalogue of Life.